# Manifiesto (álbum de Nepal)
Manifiesto es el tercer y último álbum de estudio de la banda de thrash metal argentina Nepal. El álbum fue en su mayoría grabado y mezclado en El Zoológico estudios. fue lanzado por el sello Nems Enterprises en Argentina , y por Rock Brigade Records en Brasil . Este álbum de Nepal cuenta con la colaboración de muchos músicos famosos, como Ricardo Iorio, André Matos, George Biddle, Kiko Loureiro, Martin Walkyier y Hansi Kursch. Algunos temas de Manifiesto fueron grabados con Holophonía, un sistema de sonido 3D hecho y desarrollado por el ingeniero Hugo Zuccarelli. La aplicación de esta tecnología en el disco estuvo a cargo su hermano, Roberto Zuccarelli y de Cristian Hohendahl. Con esta tecnología, el público puede experimentar el sonido en tres dimensiones: escuchar el disco da la impresión de oír la voz y los instrumentos de fuera , como en la realidad. Esta tecnología ha sido utilizada por las bandas y músicos como Pink Floyd , YES, Roger Waters, Vangelis, Steve Vai y Paul McCartney. Los conciertos para el lanzamiento de su nuevo álbum comenzó en enero de 1998 . En abril , la banda tocó junto a la banda Moonspell. El 22 de agosto, lo hicieron por Blind Guardian en Cemento, Buenos Aires. El mismo año participaron en el  Metal Rock Festival II.

## Lista de canciones
1. "La Saga" - 01:45
2. "Perfil Siniestro" - 03:40
3. "Besando La Tierra" - 05:41
4. "Más Allá Del Asfalto" - 04:22
5. "Children of The Grave" - 05:16
6. "Lukumi" - 02:42
7. "Estadio Chico" - 04:12
8. "Lanzado Al Mundo Hoy" - 03:35
9. "Nadaísmo" - 05:42
10. "Ciegos de Poder" - 05:00
11. "Besando La Tierra" - 11:52